# Sybra parabisignatoides
Sybra parabisignatoides är en skalbaggsart som beskrevs av Stefan von Breuning 1980. Sybra parabisignatoides ingår i släktet Sybra och familjen långhorningar.
Artens utbredningsområde är Filippinerna. Inga underarter finns listade i Catalogue of Life.